# Branislav Kostić
Branislav Kostić, dit Branco Kostić, né le 25 novembre 1949 à Leskova et décédé le 28 juin 2011, est un footballeur serbe. Il évolue en France au poste de défenseur dans les années 1970.

## Biographie

### Stade lavallois
En décembre 1970 Branislav "Branco" Kostić arrive au Stade lavallois, qui vient d'intégrer la Division 2. Il arrive de sa Yougoslavie natale et ne parle pas du tout français mais est aidé dans son intégration par son coéquipier et compatriote Ivan Matijasic, international yougoslave expérimenté.
L'équipe s'assure chaque saison un maintien confortable et Kostić en est un joueur cadre, jusqu'en 1973. Il n'est plus membre du club lors de la saison 1973-1974 à cause d'un désaccord avec ses dirigeants mais continue de s'entraîner avec ses ex-coéquipiers, tout en entamant des discussions avec le club voisin de l'US du Mans et le Paris FC. La saison suivante il part jouer à l'US Albi en Division 3 pendant quelques mois mais ne réussit pas à s'adapter dans le Sud-Ouest et revient frapper à la porte du club mayennais. Il fait officiellement son retour au Stade lavallois en décembre 1974. A court de compétition après deux années sans grande activité, il doit faire ses preuves pour regagner sa place et est envoyé dans un premier temps en équipe C.
Pour la saison 1975-1976, l'équipe lavalloise est composée de plusieurs joueurs expérimentés et est proche de souffler la première place au Stade rennais, disputée jusqu'à la dernière journée. Deuxième, le club doit jouer un match de barrage aller-retour d'accession à la première division, contre le Red Star, second du groupe B de D2. Vainqueurs des deux rencontres, les joueurs obtiennent leur promotion. Kostić ne joue que deux matchs durant l'année, le nombre de joueurs étrangers pouvant être alignés étant limité à deux, et le Stade lavallois ayant déjà dans ses rangs deux étrangers titulaires indiscutables : Souleymane Camara et Georg Tripp. Il joue principalement avec l'équipe réserve en régional.
Le Stade lavallois doit alors quitter le statut de club amateur pour celui de club professionnel. Après un début de saison difficile, les Stadistes se hissent jusqu'à la huitième place avant de connaître une deuxième partie de championnat plus difficile, qui n'empêche pas les Lavallois d'obtenir le maintien. Pour sa première saison en première division, les Lavallois parviennent à se classer seizièmes et Kostić prend part à 24 matches, tenant tour à tour les postes de libéro, d'arrière latéral gauche ou droit, de stoppeur et de milieu défensif, et s'en sortant à chaque fois avec bonheur.
Il quitte le club en 1977 à la suite de l'arrivée de Joaquim Martínez, la réglementation n'acceptant que deux étrangers dans le onze, le deuxième étant le Chilien Prieto. Il laissera à Laval l'image d'un footballeur athlétique et rapide, doté d'une très bonne technique.

### Amicale de Lucé
En 1977, Branislav Kostić rejoint l'Amicale de Lucé qui dispute sa seconde saison en Division 2. Avec l'ex-international André Grillon comme entraîneur, les Lucéens obtiennent des résultats en dents de scie. Ils affrontent le champion de France en titre nantais pour le match du siècle en Eure-et-Loir en 16e de finale de la Coupe de France. Lucé traverse alors une mauvaise passe en championnat, ne gagnant pas une rencontre avant mi-mars. Les Lucéens terminent à la huitième place.
En 1978-1979, Kostić joue moins et sort de l'équipe-type lucéenne. L'Amicale signe un nouveau bail en deuxième division avec une onzième place finale. Lors de la saison 1979-1980, qui voit Lucé être relégué, le Yougoslave ne prend part à aucun match.
En Division 3, Kostić revient sur les terrains et joue quinze matchs de D3.

### Retraite
Parti revivre dans sa ville natale, Branko Kostić décède le 28 juin 2011 d'une leucémie diagnostiquée en 2007.

## Statistiques
| Saison                | Club                  | Championnat           | Championnat | Championnat | Coupe(s) nationale(s) | Coupe(s) nationale(s) | Total | Total |
| Saison                | Club                  | Division              | M.          | B.          | M.                    | B.                    | M.    | B.    |
| 1970-1971             | Stade lavallois       | D2                    | 14          | 2           | -                     | -                     | 14    | 2     |
| 1971-1972             | Stade lavallois       | D2                    | 30          | 1           | 2                     | -                     | 32    | 1     |
| 1972-1973             | Stade lavallois       | D2                    | 28          | -           | -                     | -                     | 28    | 0     |
| 1974-1975             | US Albi               | D3                    | 6           | -           | 1                     | -                     | 7     | 0     |
| 1974-1975             | Stade lavallois       | D2                    | -           | -           | -                     | -                     | 0     | 0     |
| 1975-1976             | Stade lavallois       | D2                    | 2           | -           | -                     | -                     | 2     | 0     |
| 1976-1977             | Stade lavallois       | D1                    | 24          | 1           | 1                     | -                     | 25    | 1     |
| Sous-total            | Sous-total            | Sous-total            | 98          | 4           | 3                     | 0                     | 101   | 4     |
| 1977-1978             | Amicale de Lucé       | D2                    | 32          | -           | 3                     | -                     | 35    | 0     |
| 1978-1979             | Amicale de Lucé       | D2                    | 16          | 3           | -                     | -                     | 16    | 3     |
| 1979-1980             | Amicale de Lucé       | D2                    | -           | -           | -                     | -                     | 0     | 0     |
| 1980-1981             | Amicale de Lucé       | D3                    | 15          | 1           | -                     | -                     | 15    | 1     |
| Sous-total            | Sous-total            | Sous-total            | 63          | 4           | 3                     | 0                     | 66    | 4     |
| Total sur la carrière | Total sur la carrière | Total sur la carrière | 167         | 8           | 7                     | 0                     | 174   | 8     |

## Palmarès
- Division 2
  - Vice-champion : 1976 (groupe A) avec Laval